# Canzona (muzyka)
Canzona, kancona – określenie dotyczące kilku rodzajów utworów wokalnych i instrumentalnych:
1. włoska forma poetycka wywodząca się bezpośrednio z Prowansji, używana od XII do XVII wieku;
2. forma wstępna frottoli i villanelli (canzone alla napoletana);
3. utwór instrumentalny powstały w  XVI wieku, początkowo oparty na transkrypcjach  francuskich chansons na instrumenty klawiszowe lub lutnię. Tego typu renesansowa canzona posiada wyrazisty temat o ostro zarysowanej rytmice, charakteryzuje się przejrzystym rozczłonkowaniem tekstu muzycznego i zastosowaniem techniki imitacyjnej. W XVII wieku coraz popularniejsze stały się canzony na zespoły instrumentalne. Były to wstępne formy fugi lub - jako bardziej rozbudowane - stanowiły formy wstępne sonaty da chiesa.